# Perforine
Perforine is een cytolytisch enzym dat cellen kapotmaakt door gebruik te maken van cytolyse. Perforine bevindt zich in de granules van NK-cellen en cytotoxische T-cellen. Wanneer perforines door deze cellen worden vrijgelaten, door middel van exocytose polymeriseert het eiwit en vormt een porie in het celmembraan van de aangevallen cel. Door deze porie stroomt vervolgens via osmose zoveel vloeistof naar binnen dat de cel opzwelt en kapotgaat. Hoewel dit principe ook alleen werkt, werkt perforine meestal samen met een ander enzym dat de celdood opwekt, namelijk granzyme.